# Lista de prefeitos e intendentes de Santo Antônio da Patrulha
Esta é a lista de prefeitos e vice-prefeitos do município de Santo Antônio da Patrulha, estado brasileiro do Rio Grande do Sul.
| Nº | Nome                                 | Imagem                                      | Partido | Vice-prefeito                                    | Início do mandato       | Fim do mandato                                                      | Observações                                                     |
| 1  | José Maciel                          |                                             | PR      | —                                                | 1º de setembro de 1894  | 29 de novembro de 1916                                              | Intendente nomeado pelo Governador do Estado Júlio de Castilhos |
| 2  | Manoel Fausto Pereira Fortes         |                                             | PRR     | —                                                | 30 de novembro de 1916  | 8 de março de 1917                                                  | Intendente nomeado pelo Governador do Estado Borges de Medeiros |
| 3  | Joaquim Barbosa Telles               |                                             | PRR     | —                                                | 9 de março de 1917      | 14 de janeiro de 1919                                               | Intendente nomeado pelo Governador do Estado Borges de Medeiros |
| 4  | Paulo Maciel de Moraes               |                                             | PRR     | —                                                | 15 de janeiro de 1919   | 31 de dezembro de 1923                                              | Intendente nomeado pelo Governador do Estado Borges de Medeiros |
| 5  | Possidonio José Torres               |                                             | PRR     | —                                                | 1° de janeiro de 1924   | 7 de janeiro de 1927                                                | Intendente nomeado pelo Governador do Estado Borges de Medeiros |
| 6  | Victor Villa Verde                   |                                             | PRR     | —                                                | 6 de agosto de 1927     | 25 de janeiro de 1928                                               | Intendente nomeado, assumiu após a renúncia do titular          |
| 7  | Paulo Maciel de Moraes               |                                             | PP      | —                                                | 26 de janeiro de 1928   | 9 de outubro de 1933                                                | Prefeito nomeado pelo Governador do Estado Getúlio Vargas       |
| 8  | Arlindo de Moura Azevedo             |                                             | PRL     | —                                                | 10 de outubro de 1933   | 4 de março de 1938                                                  | Prefeito nomeado pelo Governador do Estado Flores da Cunha      |
| 9  | Paulo Maciel de Moraes               |                                             | PP      | —                                                | 5 de março de 1938      | 19 de maio de 1940                                                  | Prefeito nomeado pelo Governador do Estado Cordeiro de Farias   |
| 10 | Abel Tavares dos Santos              |                                             | PP      | —                                                | 20 de maio de 1940      | 31 de dezembro de 1940                                              | Prefeito nomeado pelo Governador do Estado Cordeiro de Farias   |
| 11 | Teodorico Francisco Machado da Silva |                                             | PP      | —                                                | 1º de janeiro de 1941   | 27 de julho de 1947                                                 | Prefeito nomeado pelo Governador do Estado Cordeiro de Farias   |
| 12 | Salvador Jesus de Oliveira           |                                             | PSD     | —                                                | 27 de julho de 1947     | 30 de novembro de 1947                                              | Prefeito nomeado pelo Governador do Estado Walter Jobim         |
| 13 | Baltazar Villa Verde                 |                                             | PSD     |                                                  | 1º de dezembro de 1947  | 30 de janeiro de 1952                                               | Prefeito e vice eleitos em sufrágio universal                   |
| 14 | João Marques de Moraes               |                                             | PL      |                                                  | 31 de janeiro de 1952   | 30 de janeiro de 1956                                               | Prefeito e vice eleitos em sufrágio universal                   |
| 15 | José Almeida de Carvalho             |                                             | PL      |                                                  | 31 de janeiro de 1956   | 30 de janeiro de 1960                                               | Prefeito e vice eleitos em sufrágio universal                   |
| 16 | Jorge Von Saltiél                    |                                             | PSD     | João Marques de Moraes (PL)                      | 31 de janeiro de 1960   | 15 de dezembro de 1962                                              | Prefeito e vice eleitos em sufrágio universal                   |
| 17 | João Marques de Moraes               |                                             | PL      | —                                                | 15 de dezembro de 1962  | 30 de janeiro de 1964                                               | Vice-prefeito eleito no cargo de titular                        |
| 18 | Jorge Pedro Nehme                    |                                             | PTB     |                                                  | 31 de janeiro de 1964   | 30 de janeiro de 1969                                               | Prefeito e vice eleitos em sufrágio universal                   |
| 19 | Raimundo de Carvalho Reis e Silva    |                                             | ARENA   | Djalmo Soares de Moraes                          | 31 de janeiro de 1969   | 31 de janeiro de 1973                                               | Prefeito e vice eleitos em sufrágio universal                   |
| 20 | Gelso Marcelo Bier                   |                                             | ARENA   | Denator Laureano da Cunha                        | 1º de fevereiro de 1973 | 31 de janeiro de 1977                                               | Prefeito e vice eleitos em sufrágio universal                   |
| 21 | Ferúlio Tedesco Neto                 |                                             | MDB     | Nilson Cardoso Ramos                             | 1º de fevereiro de 1977 | 31 de janeiro de 1983                                               | Prefeito e vice eleitos em sufrágio universal                   |
| 22 | Onildo Rafaelli de Souza             |                                             | PDS     | Sílvio Miguel Fofonka                            | 1º de fevereiro de 1983 | 31 de dezembro de 1988                                              | Prefeito e vice eleitos em sufrágio universal                   |
| 23 | Sílvio Miguel Fofonka                |                                             | PDS     | José Alfredo Marques da Rocha                    | 1º de janeiro de 1989   | 31 de dezembro de 1992                                              | Prefeito e vice eleitos em sufrágio universal                   |
| 24 | Ferúlio Tedesco Neto                 |                                             | PMDB    | Antônio Carlos Alves de Azevedo                  | 1º de janeiro de 1993   | 31 de dezembro de 1996                                              | Prefeito e vice eleitos em sufrágio universal                   |
| 25 | Paulo Roberto Bier                   |                                             | PPB     | Antônio Carlos Maciel Monteiro                   | 1º de janeiro de 1997   | 31 de dezembro de 2000                                              | Prefeito e vice eleitos em sufrágio universal                   |
| 26 | José Francisco Ferreira da Luz, Zezo |                                             | PFL     | Daiçon Maciel da Silva (PMDB)                    | 1º de janeiro de 2001   | 31 de dezembro de 2004                                              | Prefeito e vice eleitos em sufrágio universal                   |
| 26 | José Francisco Ferreira da Luz, Zezo | 1º de janeiro de 2005                       | PFL     | Daiçon Maciel da Silva (PMDB)                    | 20 de fevereiro de 2007 | Prefeito e vice reeleitos em sufrágio universal renunciou o mandato |                                                                 |
| 27 | Daiçon Maciel da Silva               |                                             | PMDB    | —                                                | 21 de fevereiro de 2007 | 31 de dezembro de 2008                                              | Vice-prefeito eleito no cargo de prefeito                       |
| 27 | Daiçon Maciel da Silva               | Armindo Ferreira de Jesus, Branquinho (PTB) | PMDB    | 1º de janeiro de 2009                            | 31 de dezembro de 2012  | Prefeito reeleito e vice eleito em sufrágio universal               |                                                                 |
| 28 | Paulo Roberto Bier                   | Armindo Ferreira de Jesus, Branquinho (PTB) |         | PP                                               | 1º de janeiro de 2013   | 31 de dezembro de 2016                                              | Prefeito eleito e vice reeleito em sufrágio universal           |
| 29 | Daiçon Maciel da Silva               |                                             | PMDB    | Jose Francisco Ferreira da Luz, Zezo (PSD)       | 1º de janeiro de 2017   | 31 de dezembro de 2020                                              | Prefeito e vice eleitos em sufrágio universal                   |
| 30 | Rodrigo Gomes Massulo                |                                             | PP      | Marcelo Gaúcho (PTB) até 2022, (UNIÃO) após 2022 | 1º de janeiro de 2021   | 31 de dezembro de 2024                                              | Prefeito e vice eleitos em sufrágio universal                   |
| 30 | Rodrigo Gomes Massulo                | 1º de janeiro de 2025                       | PP      | Marcelo Gaúcho (PTB) até 2022, (UNIÃO) após 2022 | Atualidade              | Prefeito e vice reeleitos em sufrágio universal                     |                                                                 |